# Saint-Martin-de-Lerm
Saint-Martin-de-Lerm è un comune francese di 141 abitanti situato nel dipartimento della Gironda nella regione della Nuova Aquitania.

## Società

### Evoluzione demografica
Abitanti censiti